# Нерчинско-Заводский уезд
Не́рчинско-Заво́дский уе́зд (Нерчинско-Заводский округ) — административно-территориальная единица в составе Забайкальской области и Забайкальской губернии. Административный центр — село Нерчинский Завод.

## История
В 1872 году в составе Забайкальской области образован Нерчинско-Заводский округ. 
В 1901 году округ переименован в Нерчинско-Заводский уезд. 
В 1920—1922 годах уезд входил в состав Забайкальской области Дальневосточной республики (ДВР), после её ликвидации — в Забайкальскую губернию. 
В 1926 году уезд был упразднён, его территория вошла в состав Нерчинско-Заводского района Сретенского округа Дальневосточного края.

## Современное состояние
На территории бывшего Нерчинско-Заводского уезда Забайкальской области сейчас располагаются Александрово-Заводский, Газимуро-Заводский, Калганский, Нерчинско-Заводский, Приаргунский район

## Население
По данным переписи 1897 года в округе проживало 75 737 чел. В том числе русские — 97%.

## Административное деление
В 1913 году уезд делился на 11 станиц и 3 волости:
Станицы
1. Актагучинское — правление в станице Актагучинская осн. в XVIII веке при р. Газимур пв. бг 11 пос 2 выс
2. Аргунское — правление в станице Аргунская осн. в 1681 году при р. Аргунь лв. бг 15 пос
3. Аркиинское — правление в станице Аркиинская осн. в XIX веке при р. Газимур лв. бг 10 пос
4. Богдатское — правление в станице Богдатская осн. в 1851 году при р. Урюмкан лв. бг 12 пос и 1 выс
5. Больше-Зерентуевское — правление в станице Больше-Зерентуевская осн. при р. Большой Зерентуй 12 пос и 1 выс
6. Быркинское — правление в станице Быркинская осн. при р.р. Талман и Борзе, Бырка 3 пос
7. Донинское — правление в станице Донинская осн. в 1745 году при р. Борзе 3 пос
8. Калгинское — правление в станице Калгинская осн. в 1777 году при р. Калга 4 пос
9. Манкечурское — правление в станице Манкечурская осн. в 1708 году при р. Урулюнгуй 3 пос
10. Олочинское — правление в станице Олочинская осн. в 1707—1708 гг. при р. Аргунь лв. бг 8 пос
11. Усть-Уровское — правление в станице Усть-Уровская осн. 1700 или 1870 гг. при р. Аргунь лв. бг 9 пос и 2 выс

Волости
1. Александровская (центр — с. Александровский Завод)
2. Нерчинско-Заводская (центр — с. Нерчинский Завод)
3. Шилкинская (центр — с. Шилкинское)